# 1380-as évek
Évszázadok: 13. század · 14. század · 15. század
Évtizedek: 1330-as évek · 1340-es évek · 1350-es évek · 1360-as évek · 1370-es évek · 1380-as évek · 1390-es évek · 1400-as évek · 1410-es évek · 1420-as évek · 1430-as évek
Évek: 1380 · 1381 · 1382 · 1383 · 1384 · 1385 · 1386 · 1387 · 1388 · 1389

## A világ vezetői
- I. Lajos magyar király (Magyar Királyság) (1342–1382† )
- Mária magyar királynő (Magyar Királyság) (1382–1395† )
  - II. Károly magyar király (Magyar Királyság) (1385–1386† )
- Zsigmond magyar király (Magyar Királyság) (1387–1437† )